# モダンスイマーズ
モダンスイマーズ（Modern Swimmers）は、日本の劇団。
舞台芸術学院の同期生だった蓬莱竜太と西條義将により1999年に旗揚げ。劇団名は旗揚げ公演の作品『モダンスイマー』に由来する。旗揚げ以来、年1回の公演を行っていたが、2003年から番外公演を加えた年2回公演で活動している。劇団員以外に公演毎の企画に応じて客演を迎えて上演し、日常のドラマを真正面から捉えた骨太な群像劇を描く劇団として注目されている。

## メンバー
- 蓬莱竜太（作・演出）
- 西條義将（主宰）
- 古山憲太郎（旗揚げから）
- 津村知与支（2003年8月に加入）
- 小椋毅（2006年8月に加入）
- 生越千晴（2014年11月に加入）

## 元メンバー
- 坂田麻衣（2013年10月〜2014年3月）

## 公演記録
※特に記述のない作品は、作・演出 蓬莱竜太。
- 1999年
  - 第1回旗揚げ公演『モダンスイマー』（明石スタジオ）
- 2000年
  - つくば寺セブンローズ（明石スタジオ）
- 2001年
  - ベリーブルーベリー（明石スタジオ）
- 2002年
  - デンキ島（中野ザ・ポケット）
  - 北海道公演『ハイポキシック・春』（登別市民会館大ホール）
- 2003年
  - ブロンコ（中野ザ・ポケット）
  - 番外公演『由希』（下北沢OFF・OFFシアター）
- 2004年
  - 五十嵐伝～五十嵐ハ燃エテイルカ～（中野ザ・ポケット） - 2008年に『ガチ☆ボーイ』として映画化
  - 番外公演『304』（下北沢OFF・OFFシアター）
- 2005年
  - デンキ島　松田リカ編（2005年中野ザ・ポケット）
  - 番外公演『さよなら西湖クン』（新宿シアタートップス） - 2006年に『劇団演技者。』第18作でテレビドラマ化
- 2006年
  - ゆきてかえらず～稲上荘の寄るべない日々～（中野ザ・ポケット）
  - 赤木五兄弟（中野ザ・ポケット）
- 2007年
  - 回転する夜（中野ザ・ポケット）
  - 楽園（2007年10月、三鷹市芸術文化センター星のホール）
- 2008年
  - 夜光ホテル（2008年5月3日～6月1日、下北沢OFF・OFFシアター）
  - 夜光ホテル～スイートルームバージョン～（2008年11月1日〜4日、精華小劇場、2009年1月10日～11日、NHKみんなの広場ふれあいホール）
- 2009年
  - トワイライツ（2009年2月19日〜3月1日、吉祥寺シアター、5月30日〜31日、西鉄ホール、6月4日、鎌倉芸術館）
  - 血縁～飛んで火に入る五兄弟～（2009年7月17日（金）～8月2日（日）、赤坂レッドシアター）
- 2010年
  - 凡骨タウン（2010年2月5日〜21日、東京芸術劇場 シアターイースト）
  - 真夏の迷光とサイコ（2010年7月8日～18日、青山円形劇場）
- 2011年
  - デンキ島　松田リカ篇～ 再演（2011年3月9日〜16日、あうるすぽっと）
  - どん底スナイパー（2011年9月、古山憲太郎 作・演出デビュー作品）初のスタジオ公演
- 2012年
  - ロマンサー - 夜明峠編 - (2012年2月23日〜3月4日、シアタートラム)
  - 楽園 再演 (2012年11月7日〜14日、吉祥寺シアター、11月27日、ももちパレス、11月29日、兵庫県立芸術文化センター 中ホール、12月7日〜8日、KAAT 神奈川芸術劇場 大スタジオ)　第67回文化庁芸術祭優秀賞を受賞 [2]
- 2013年
  - 死ンデ、イル。（2013年12月12日〜22日、ザ・スズナリ）
- 2015年
  - 悲しみよ、消えないでくれ（2015年1月23日〜2月1日、東京芸術劇場 シアターイースト）
- 2016年
  - 嗚呼いま、だから愛（2016年4月22日～5月3日、東京芸術劇場 シアターイースト）
- 2017年
  - モダンスイマーズ実験公演（2017年11月7日～12日、高田馬場ラビネスト）
    - Team A「脱獄ガーデンより I を込めて」作：古山憲太郎
    - Team B「魔女の夜」作：蓬莱竜太
    - Team C「蝶のやうな私の郷愁」作：古山憲太郎
- 2018年
  - 句読点三部作連続上演「嗚呼いま、だから愛」（2018年4月19日～29日、東京芸術劇場 シアターイースト）
  - 句読点三部作連続上演「悲しみよ、消えないでくれ」（2018年6月7日～17日、東京芸術劇場 シアターイースト）
  - 句読点三部作連続上演「死ンデ、イル。」（2018年7月20日～29日、東京芸術劇場 シアターイースト）
- 2019年
  - 「ビューティフルワールド」モダンスイマーズ結成20周年記念公演（2019年6月7日～23日、東京芸術劇場 シアターイースト）第27回読売演劇大賞 優秀演出家賞（演出／蓬莱竜太）[3] [4]
- 2022年
  - 「だからビリーは東京で」（2022年1月8日～30日、東京芸術劇場 シアターイースト）[5]
- 2024年
  - 「雨とベンツと国道と私」（2024年6月8日～30日、東京芸術劇場 シアターイースト） [6]

## 映像記録
- 2020年
  - モダンスイマーズが創る人形劇ムービー「しがらみ紋次郎 ～恋する荒野路編～」制作発表会（2020年12月3日、生配信：YouTube、中継会場：横浜人形の家 あかいくつ劇場） [7]
- 2021年
  - モダンスイマーズが創る人形劇ムービー「しがらみ紋次郎 ～恋する荒野路編～」（2021年3月28日～5月31日、配信：YouTube） [8]
  - ドキュメンタリー『はじめての人形劇ムービー ～モダンスイマーズと人形たちの３ヶ月～ 』前編・後編　監督・撮影・編集：大河原恵（2021年3月12日～、配信：YouTube） [9] [10]